# Heterochemmis
Heterochemmis is een geslacht van spinnen uit de familie bodemzakspinnen (Liocranidae).

## Soorten
De volgende soorten zijn bij het geslacht ingedeeld:
- Heterochemmis mirabilis (O. P.-Cambridge, 1896)
- Heterochemmis mutatus Gertsch & Davis, 1940